# 九龍巴士72K線
九龍巴士72K線是香港一條新界巴士路線，由九龍巴士（一九三三）有限公司營辦，於2024年2月28日起投入服務，循環來往富蝶總站及太和，途經富亨邨、汀角路及大埔舊墟，全程收費為$4.2。

## 歷史
運輸署在《2021－2022年度巴士路線計劃》中，建議開辦一條新巴士服務，每天全日來往大埔富蝶邨及大埔墟站，途經頌雅路及南運路，以配合富蝶邨預計的人口增長，提供直接的巴士服務往來富蝶邨及大埔墟站一帶，乘客可乘搭新路線在大埔墟站及廣福邨轉乘其他巴士路線或公共交通服務前往不同地區，並以招標的形式遴選營辦商。建議出爐後，有大埔區議員認為新路線途經交通擠塞情況日益嚴重的南運路，認為新路線應改為往返太和，以紓緩大埔墟站擠塞問題。運輸署於同年5月的修訂方案，將新路線改為途經汀角路往返太和，並改為循環運作。
2023年9月，運輸署把此路線的專營權批予九巴，編號為「72K」。隨著大埔富蝶邨第二期於2024年2月陸續入伙，此路線於同月28日投入服務。

## 服務時間及班次
72K線所有常規班次均於富蝶總站開出，並提供全日服務。以下服務時間及班次資訊以最近一次更新時為准。
| 富蝶總站開           | 富蝶總站開   | 富蝶總站開   |
| 日期                 | 服務時間     | 班次（分鐘） |
| -------------------- | ------------ | ------------ |
| 星期一至五           | 05:30        | 05:30        |
| 星期一至五           | 06:00－22:00 | 15-20        |
| 星期一至五           | 22:00－23:15 | 25           |
| 星期一至五           | 23:15－00:45 | 30           |
| 星期六、日及公眾假期 | 05:30－07:00 | 30           |
| 星期六、日及公眾假期 | 07:00－22:00 | 20           |
| 星期六、日及公眾假期 | 22:00－23:15 | 25           |
| 星期六、日及公眾假期 | 23:15－00:45 | 30           |

## 收費
72K線全程收費為$4.2，當中回程設有由聖母聖心小學往富蝶總站$2.3之單向分段收費。
72K線設有12歲以下小童及65歲或以上長者半價優惠，當中60歲－64歲香港居民、65歲或以上長者與合資格殘疾人士如以指定八達通繳付此線的車資，均可享有長者及合資格殘疾人士公共交通票價優惠計劃提供的$2票價優惠。乘客登車時需以現金或八達通卡繳付車資，不設找贖；而每位成人乘客可免費帶同最多兩名四歲以下而且不佔座位的兒童乘車。此外，乘客亦可透過多元化電子支付系統（e度嘟）繳付車資，乘客使用此付款方式不能享有與非九巴／龍運路線之轉乘優惠，亦不能享有「公共交通費用補貼計劃」及「長者及合資格殘疾人士乘車優惠計劃」。逢星期日及公眾假期，每兩名繳付成人車費的乘客可攜同一名12歲以下小童或65歲或以上長者免費乘車，而每名合資格殘疾人士可免費乘車，其陪同者如以現金繳付車資亦可享半價優惠。

## 行車路線
72K線所有班次均由富蝶總站開出，途經彩蝶街、全安路、頌雅路、汀角路、汀太路、大埔太和路、寶雅路、太和巴士總站、寶雅路、汀角路、頌雅路、全安路及彩蝶街折返富蝶總站，具體停站請參考資訊框。